# Charles Abbott (Australianfootballspeler)
Charles Abbott (10 juni 1939) is een voormalig Australianfootballspeler die speelde voor Hawthorn Football Club in de Victorian Football League (VFL). Nadat hij maar 17 wedstrijden speelde in drie jaar bij Hawthorn Football Club, keerde hij niet terug na het seizoen in 1963.